# چیده، پاکستان
چیده (به انگلیسی: Chida) یک منطقهٔ مسکونی در پاکستان است که در پنجاب واقع شده‌است. چیده ۲۴۲ متر بالاتر از سطح دریا واقع شده‌است.